# منتخب هولندا لكرة الطائرة للسيدات
منتخب هولندا لكرة الطائرة للسيدات،هو ممثل هولندا في رياضة الكرة الطائرة

## النتائج

### دورة الألعاب الاولمبية الصيفية

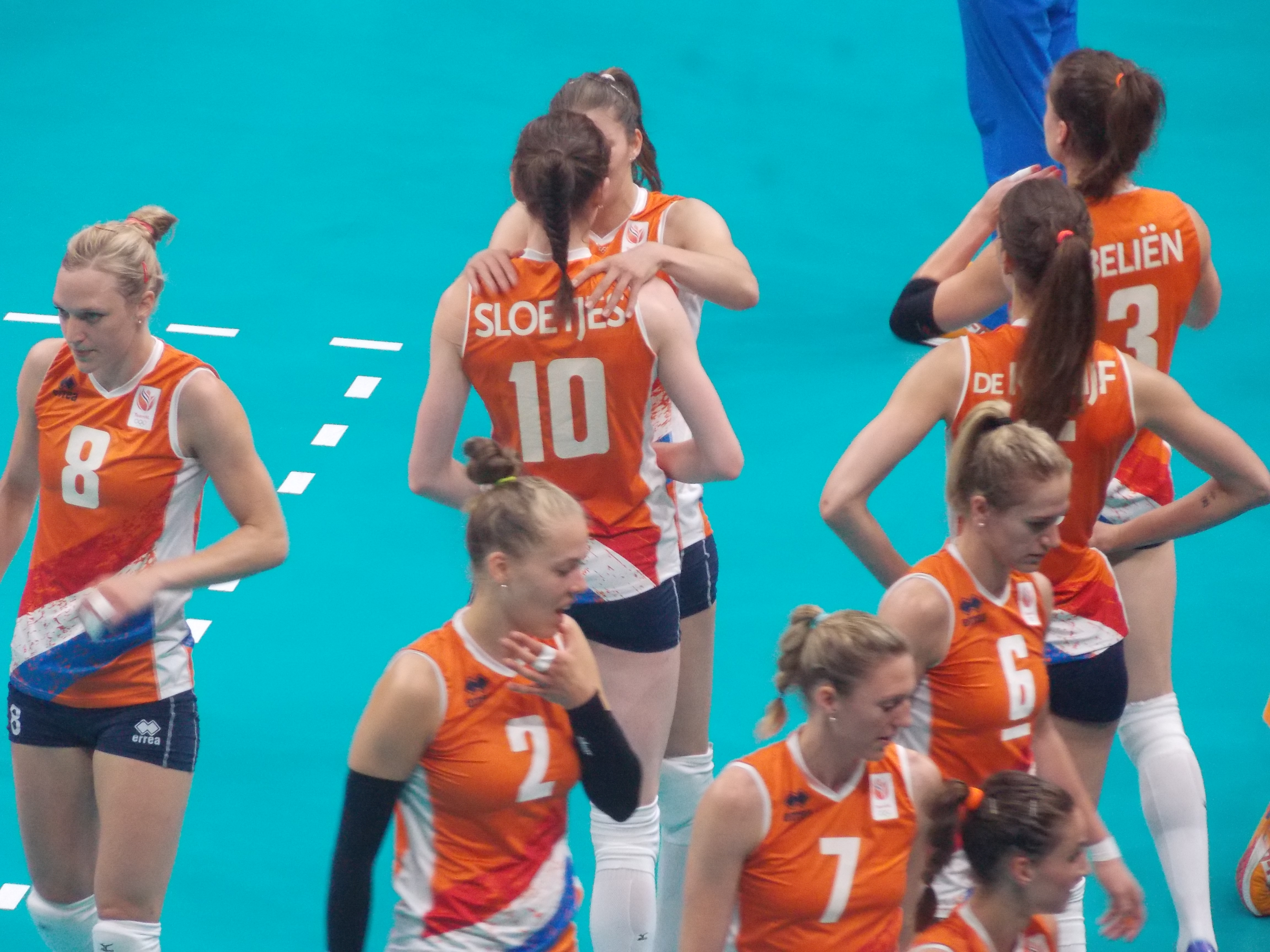
هولندا حصلت على المركز الرابع في اولمبياد 2016.

البطل    الوصيف    المركز الثالث    المركز الرابع
| كرة الطائرة في الألعاب الأولمبية الصيفية | كرة الطائرة في الألعاب الأولمبية الصيفية | كرة الطائرة في الألعاب الأولمبية الصيفية | كرة الطائرة في الألعاب الأولمبية الصيفية | كرة الطائرة في الألعاب الأولمبية الصيفية | كرة الطائرة في الألعاب الأولمبية الصيفية | كرة الطائرة في الألعاب الأولمبية الصيفية | كرة الطائرة في الألعاب الأولمبية الصيفية | كرة الطائرة في الألعاب الأولمبية الصيفية |
| السنة                                    | الجولة                                   | المركز                                   | ل                                        | ف                                        | خ                                        | أف                                       | أخ                                       | تشكيلة                                   |
| ---------------------------------------- | ---------------------------------------- | ---------------------------------------- | ---------------------------------------- | ---------------------------------------- | ---------------------------------------- | ---------------------------------------- | ---------------------------------------- | ---------------------------------------- |
| 1964                                     | لم يتأهل                                 | لم يتأهل                                 | لم يتأهل                                 | لم يتأهل                                 | لم يتأهل                                 | لم يتأهل                                 | لم يتأهل                                 | لم يتأهل                                 |
| 1968                                     | لم يتأهل                                 | لم يتأهل                                 | لم يتأهل                                 | لم يتأهل                                 | لم يتأهل                                 | لم يتأهل                                 | لم يتأهل                                 | لم يتأهل                                 |
| 1972                                     | لم يتأهل                                 | لم يتأهل                                 | لم يتأهل                                 | لم يتأهل                                 | لم يتأهل                                 | لم يتأهل                                 | لم يتأهل                                 | لم يتأهل                                 |
| 1976                                     | لم يتأهل                                 | لم يتأهل                                 | لم يتأهل                                 | لم يتأهل                                 | لم يتأهل                                 | لم يتأهل                                 | لم يتأهل                                 | لم يتأهل                                 |
| 1980                                     | لم يتأهل                                 | لم يتأهل                                 | لم يتأهل                                 | لم يتأهل                                 | لم يتأهل                                 | لم يتأهل                                 | لم يتأهل                                 | لم يتأهل                                 |
| 1984                                     | لم يتأهل                                 | لم يتأهل                                 | لم يتأهل                                 | لم يتأهل                                 | لم يتأهل                                 | لم يتأهل                                 | لم يتأهل                                 | لم يتأهل                                 |
| 1988                                     | لم يتأهل                                 | لم يتأهل                                 | لم يتأهل                                 | لم يتأهل                                 | لم يتأهل                                 | لم يتأهل                                 | لم يتأهل                                 | لم يتأهل                                 |
| 1992                                     | ربع النهائي                              | المركز السادس                            | 4                                        | 1                                        | 3                                        | 5                                        | 11                                       | تشكيلة                                   |
| 1996                                     | ربع نهائي                                | المركز الخامس                            | 6                                        | 3                                        | 3                                        | 11                                       | 10                                       | تشكيلة                                   |
| 2000                                     | لم يتأهل                                 | لم يتأهل                                 | لم يتأهل                                 | لم يتأهل                                 | لم يتأهل                                 | لم يتأهل                                 | لم يتأهل                                 | لم يتأهل                                 |
| 2004                                     | لم يتأهل                                 | لم يتأهل                                 | لم يتأهل                                 | لم يتأهل                                 | لم يتأهل                                 | لم يتأهل                                 | لم يتأهل                                 | لم يتأهل                                 |

| كرة الطائرة في الألعاب الأولمبية الصيفية | كرة الطائرة في الألعاب الأولمبية الصيفية | كرة الطائرة في الألعاب الأولمبية الصيفية | كرة الطائرة في الألعاب الأولمبية الصيفية | كرة الطائرة في الألعاب الأولمبية الصيفية | كرة الطائرة في الألعاب الأولمبية الصيفية | كرة الطائرة في الألعاب الأولمبية الصيفية | كرة الطائرة في الألعاب الأولمبية الصيفية | كرة الطائرة في الألعاب الأولمبية الصيفية |
| السنة                                    | الجولة                                   | المركز                                   | ل                                        | ف                                        | خ                                        | اف                                       | اخ                                       | تشكيلة                                   |
| ---------------------------------------- | ---------------------------------------- | ---------------------------------------- | ---------------------------------------- | ---------------------------------------- | ---------------------------------------- | ---------------------------------------- | ---------------------------------------- | ---------------------------------------- |
| 2008                                     | لم يتأهل                                 | لم يتأهل                                 | لم يتأهل                                 | لم يتأهل                                 | لم يتأهل                                 | لم يتأهل                                 | لم يتأهل                                 | لم يتأهل                                 |
| 2012                                     | لم يتأهل                                 | لم يتأهل                                 | لم يتأهل                                 | لم يتأهل                                 | لم يتأهل                                 | لم يتأهل                                 | لم يتأهل                                 | لم يتأهل                                 |
| 2016                                     | نصف النهائي                              | المركز الرابع                            | 8                                        | 5                                        | 3                                        | 19                                       | 14                                       | تشكيلة                                   |
| المجموع                                  | 0 القاب                                  | 3/14                                     | 18                                       | 9                                        | 9                                        | 35                                       | 35                                       | —                                        |

### بطولة العالم
بطل    الوصيف    المركز الثالث    المركز الرابع
| بطولة العالم للكرة الطائرة للسيدات | بطولة العالم للكرة الطائرة للسيدات | بطولة العالم للكرة الطائرة للسيدات | بطولة العالم للكرة الطائرة للسيدات | بطولة العالم للكرة الطائرة للسيدات | بطولة العالم للكرة الطائرة للسيدات | بطولة العالم للكرة الطائرة للسيدات | بطولة العالم للكرة الطائرة للسيدات | بطولة العالم للكرة الطائرة للسيدات |
| السنة                              | الجولة                             | المركز                             | ل                                  | ف                                  | خ                                  | اف                                 | اخ                                 | تشكيلة                             |
| ---------------------------------- | ---------------------------------- | ---------------------------------- | ---------------------------------- | ---------------------------------- | ---------------------------------- | ---------------------------------- | ---------------------------------- | ---------------------------------- |
| 1952                               | لم تشارك                           | لم تشارك                           | لم تشارك                           | لم تشارك                           | لم تشارك                           | لم تشارك                           | لم تشارك                           | لم تشارك                           |
| 1956                               |                                    | المركز 10                          |                                    |                                    |                                    |                                    |                                    | تشكيلة                             |
| 1960                               | لم تشارك                           | لم تشارك                           | لم تشارك                           | لم تشارك                           | لم تشارك                           | لم تشارك                           | لم تشارك                           | لم تشارك                           |
| 1962                               |                                    | مركز 12                            |                                    |                                    |                                    |                                    |                                    | تشكيلة                             |
| 1967                               | لم تشارك                           | لم تشارك                           | لم تشارك                           | لم تشارك                           | لم تشارك                           | لم تشارك                           | لم تشارك                           | لم تشارك                           |
| 1970                               |                                    | مركز 15                            |                                    |                                    |                                    |                                    |                                    | تشكيلة                             |
| 1974                               |                                    | مركز 16                            |                                    |                                    |                                    |                                    |                                    | تشكيلة                             |
| 1978                               |                                    | مركز 17                            |                                    |                                    |                                    |                                    |                                    | تشكيلة                             |
| 1982                               |                                    | مركز 16                            |                                    |                                    |                                    |                                    |                                    | تشكيلة                             |
| 1986                               | لم تتأهل                           | لم تتأهل                           | لم تتأهل                           | لم تتأهل                           | لم تتأهل                           | لم تتأهل                           | لم تتأهل                           | لم تتأهل                           |
| 1990                               |                                    | مركز 9                             |                                    |                                    |                                    |                                    |                                    | تشكيلة                             |

| بطولة العالم للكرة الطائرة للسيدات | بطولة العالم للكرة الطائرة للسيدات | بطولة العالم للكرة الطائرة للسيدات | بطولة العالم للكرة الطائرة للسيدات | بطولة العالم للكرة الطائرة للسيدات | بطولة العالم للكرة الطائرة للسيدات | بطولة العالم للكرة الطائرة للسيدات | بطولة العالم للكرة الطائرة للسيدات | بطولة العالم للكرة الطائرة للسيدات |
| سنة                                | جولة                               | مركز                               | ل                                  | ف                                  | خ                                  | اف                                 | اخ                                 | Squad                              |
| ---------------------------------- | ---------------------------------- | ---------------------------------- | ---------------------------------- | ---------------------------------- | ---------------------------------- | ---------------------------------- | ---------------------------------- | ---------------------------------- |
| 1994                               |                                    | مركز 9                             |                                    |                                    |                                    |                                    |                                    | تشكيلة                             |
| 1998                               |                                    | مركز 7                             |                                    |                                    |                                    |                                    |                                    | تشكيلة                             |
| 2002                               |                                    | مركز 9                             |                                    |                                    |                                    |                                    |                                    | تشكيلة                             |
| 2006                               |                                    | مركز 8                             |                                    |                                    |                                    |                                    |                                    | تشكيلة                             |
| 2010                               |                                    | مركز 11                            |                                    |                                    |                                    |                                    |                                    | تشكيلة                             |
| 2014                               |                                    | مركز 13                            |                                    |                                    |                                    |                                    |                                    | تشكيلة                             |
| 2018                               | تأهل                               | تأهل                               | تأهل                               | تأهل                               | تأهل                               | تأهل                               | تأهل                               | تأهل                               |
| المجموع                            | 0 القاب                            | 14/18                              |                                    |                                    |                                    |                                    |                                    | —                                  |

### ألعاب أوروبية

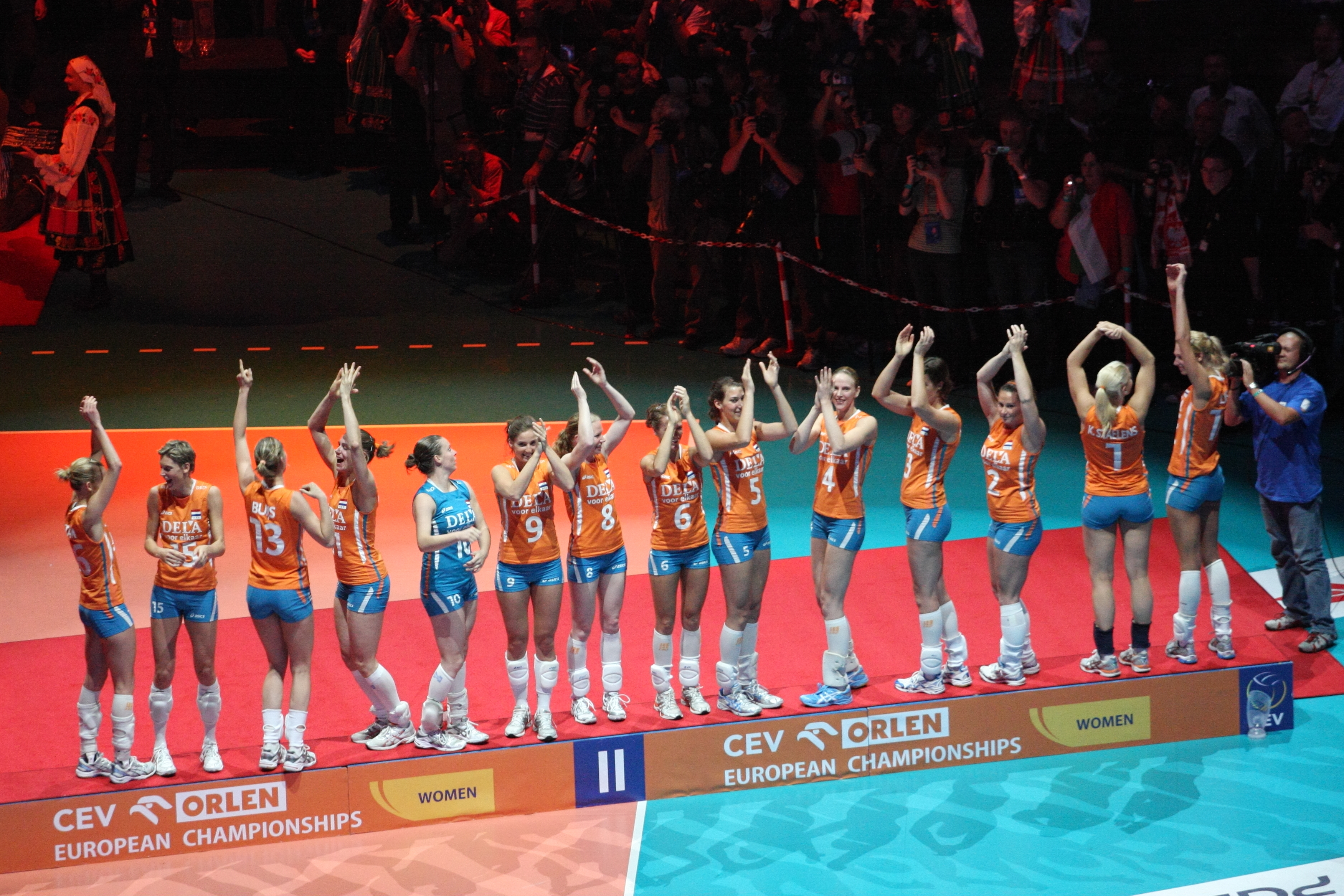
منتخب هولندا على منصة التتويج في بطولة امم أوروبا 2009.

بطل    الوصيف    المركز الثالث    المركز الرابع
| \| ألعاب أوروبية \| ألعاب أوروبية \| ألعاب أوروبية \| ألعاب أوروبية \| ألعاب أوروبية \| ألعاب أوروبية \| ألعاب أوروبية \| ألعاب أوروبية \| ألعاب أوروبية \| \| السنة \| الجولة \| المركز \| ل \| ف \| خ \| أف \| أخ \| تشكيلة \| \| ------------- \| ------------- \| ------------- \| ------------- \| ------------- \| ------------- \| ------------- \| ------------- \| ------------- \| \| 2015 \| ربع النهائي \| المركز الخامس \| 6 \| 4 \| 2 \| 12 \| 10 \| تشكيلة \| |             |               |   |   |   |    |    |        |
| ألعاب أوروبية |             |               |   |   |   |    |    |        |
| السنة | الجولة      | المركز        | ل | ف | خ | أف | أخ | تشكيلة |
| 2015 | ربع النهائي | المركز الخامس | 6 | 4 | 2 | 12 | 10 | تشكيلة |

### بطولة أوروبا
البطل    الوصيف    المركز الثالث    المركز الرابع
| بطولة أوروبا لكرة الطائرة للسيدات | بطولة أوروبا لكرة الطائرة للسيدات | بطولة أوروبا لكرة الطائرة للسيدات | بطولة أوروبا لكرة الطائرة للسيدات | بطولة أوروبا لكرة الطائرة للسيدات | بطولة أوروبا لكرة الطائرة للسيدات | بطولة أوروبا لكرة الطائرة للسيدات | بطولة أوروبا لكرة الطائرة للسيدات | بطولة أوروبا لكرة الطائرة للسيدات |
| السنة                             | الجولة                            | المركز                            | ل                                 | ف                                 | خ                                 | أف                                | أخ                                | تشكيلة                            |
| --------------------------------- | --------------------------------- | --------------------------------- | --------------------------------- | --------------------------------- | --------------------------------- | --------------------------------- | --------------------------------- | --------------------------------- |
| 1949                              | الجولة النهائية                   | مركز 7                            | 6                                 | 0                                 | 6                                 | 0                                 | 18                                | تشكيل                             |
| 1950                              | لم تشارك                          | لم تشارك                          | لم تشارك                          | لم تشارك                          | لم تشارك                          | لم تشارك                          | لم تشارك                          | لم تشارك                          |
| 1951                              |                                   | مركز 5                            | 3                                 | 1                                 | 2                                 | 3                                 | 8                                 | تشكيل                             |
| 1955                              | لم يشارك                          | لم يشارك                          | لم يشارك                          | لم يشارك                          | لم يشارك                          | لم يشارك                          | لم يشارك                          | لم يشارك                          |
| 1958                              |                                   | مركز 10                           | 5                                 | 2                                 | 3                                 | 9                                 | 9                                 | تشكيل                             |
| 1963                              |                                   | مركز 9                            | 6                                 | 4                                 | 2                                 | 13                                | 6                                 | تشكيل                             |
| 1967                              |                                   | مركز 7                            | 8                                 | 2                                 | 6                                 | 9                                 | 18                                | تشكيل                             |
| 1971                              |                                   | مركز 9                            | 7                                 | 4                                 | 3                                 | 13                                | 11                                | تشكيل                             |
| 1975                              |                                   | مركز 11                           | 7                                 | 2                                 | 5                                 | 7                                 | 18                                | تشكيل                             |
| 1977                              |                                   | مركز 10                           | 7                                 | 1                                 | 6                                 | 7                                 | 20                                | تشكيل                             |
| 1979                              | الجولة النهائية                   | مركز 6                            | 7                                 | 2                                 | 5                                 | 10                                | 16                                | تشكيل                             |
| 1981                              |                                   | مركز 9                            | 7                                 | 3                                 | 4                                 | 12                                | 15                                | تشكيل                             |
| 1983                              |                                   | مركز 11                           | 7                                 | 1                                 | 6                                 | 5                                 | 18                                | تشكيل                             |
| 1985                              | الجولة النهائية                   | مركز ثالث                         | 7                                 | 4                                 | 3                                 | 14                                | 10                                | تشكيل                             |
| 1987                              |                                   | مركز 5                            | 7                                 | 5                                 | 2                                 | 17                                | 13                                | تشكيل                             |
| 1989                              | لم يتأهل                          | لم يتأهل                          | لم يتأهل                          | لم يتأهل                          | لم يتأهل                          | لم يتأهل                          | لم يتأهل                          | لم يتأهل                          |

| بطولة أوروبا لكرة الطائرة للسيدات | بطولة أوروبا لكرة الطائرة للسيدات | بطولة أوروبا لكرة الطائرة للسيدات | بطولة أوروبا لكرة الطائرة للسيدات | بطولة أوروبا لكرة الطائرة للسيدات | بطولة أوروبا لكرة الطائرة للسيدات | بطولة أوروبا لكرة الطائرة للسيدات | بطولة أوروبا لكرة الطائرة للسيدات | بطولة أوروبا لكرة الطائرة للسيدات |
| السنة                             | الجولة                            | المركز                            | ل                                 | ف                                 | خ                                 | أف                                | أخ                                | تشكيلة                            |
| --------------------------------- | --------------------------------- | --------------------------------- | --------------------------------- | --------------------------------- | --------------------------------- | --------------------------------- | --------------------------------- | --------------------------------- |
| 1991                              | النهائي                           | الوصيف                            | 7                                 | 5                                 | 2                                 | 17                                | 7                                 | تشكيلة                            |
| 1993                              |                                   | مركز 7                            | 7                                 | 4                                 | 3                                 | 17                                | 14                                | تشكيلة                            |
| 1995                              | النهائي                           | البطل                             | 7                                 | 6                                 | 1                                 | 20                                | 5                                 | تشكيلة                            |
| 1997                              |                                   | مركز 9                            | 5                                 | 1                                 | 4                                 | 6                                 | 12                                | تشكيلة                            |
| 1999                              |                                   | مركز 5                            | 5                                 | 3                                 | 2                                 | 10                                | 9                                 | تشكيلة                            |
| 2001                              |                                   | مركز 5                            | 7                                 | 4                                 | 3                                 | 16                                | 15                                | تشكيلة                            |
| 2003                              | نصف النهائي                       | مركز رابع                         | 7                                 | 4                                 | 3                                 | 16                                | 12                                | تشكيلة                            |
| 2005                              |                                   | مركز 5                            | 7                                 | 4                                 | 3                                 | 17                                | 11                                | تشكيلة                            |
| / 2007                            |                                   | مركز 5                            | 6                                 | 4                                 | 2                                 | 15                                | 7                                 | تشكيلة                            |
| 2009                              | الجولة النهائية                   | الوصيف                            | 8                                 | 7                                 | 1                                 | 21                                | 5                                 | تشكيلة                            |
| / 2011                            | ربع النهائي                       | مركز 7                            | 5                                 | 3                                 | 2                                 | 11                                | 7                                 | تشكيلة                            |
| / 2013                            | مرحلة خروج المغلوب                | مركز 9                            | 4                                 | 1                                 | 3                                 | 9                                 | 9                                 | تشكيلة                            |
| / 2015                            | الجولة النهائية                   | الوصيف                            | 6                                 | 5                                 | 1                                 | 15                                | 5                                 | تشكيلة                            |
| / 2017                            | الجولة النهائية                   | الوصيف                            | 7                                 | 5                                 | 2                                 | 15                                | 10                                | تشكيلة                            |
| المجموع                           | 1 الالقاب                         | 27/30                             | 172                               | 87                                | 85                                | 324                               | 308                               | —                                 |

### بطولة الجائزة الدولية الكبرى
البطل    الوصيف    المركز الثالث    المركز الرابع
| جائزة كرة الطائرة الكبرى العالمية | جائزة كرة الطائرة الكبرى العالمية | جائزة كرة الطائرة الكبرى العالمية | جائزة كرة الطائرة الكبرى العالمية | جائزة كرة الطائرة الكبرى العالمية | جائزة كرة الطائرة الكبرى العالمية | جائزة كرة الطائرة الكبرى العالمية | جائزة كرة الطائرة الكبرى العالمية | جائزة كرة الطائرة الكبرى العالمية |
| السنة                             | الجولة                            | المركز                            | ل                                 | ف                                 | خ                                 | أف                                | أخ                                | تشكيلة                            |
| --------------------------------- | --------------------------------- | --------------------------------- | --------------------------------- | --------------------------------- | --------------------------------- | --------------------------------- | --------------------------------- | --------------------------------- |
| 1993                              | لم تشارك                          | لم تشارك                          | لم تشارك                          | لم تشارك                          | لم تشارك                          | لم تشارك                          | لم تشارك                          | لم تشارك                          |
| 1994                              |                                   | مركز 9                            |                                   |                                   |                                   |                                   |                                   | تشكيلة                            |
| 1995                              | لم تشارك                          | لم تشارك                          | لم تشارك                          | لم تشارك                          | لم تشارك                          | لم تشارك                          | لم تشارك                          | لم تشارك                          |
| 1996                              |                                   | مركز 7                            |                                   |                                   |                                   |                                   |                                   | تشكيلة                            |
| 1997                              |                                   | مركز 7                            |                                   |                                   |                                   |                                   |                                   | تشكيلة                            |
| 1998                              | لم تشارك                          | لم تشارك                          | لم تشارك                          | لم تشارك                          | لم تشارك                          | لم تشارك                          | لم تشارك                          | لم تشارك                          |
| 1999                              |                                   | مركز 8                            |                                   |                                   |                                   |                                   |                                   | تشكيلة                            |
| 2000                              | لم يتأهل                          | لم يتأهل                          | لم يتأهل                          | لم يتأهل                          | لم يتأهل                          | لم يتأهل                          | لم يتأهل                          | لم يتأهل                          |
| 2001                              | لم يتأهل                          | لم يتأهل                          | لم يتأهل                          | لم يتأهل                          | لم يتأهل                          | لم يتأهل                          | لم يتأهل                          | لم يتأهل                          |
| 2002                              | لم يتأهل                          | لم يتأهل                          | لم يتأهل                          | لم يتأهل                          | لم يتأهل                          | لم يتأهل                          | لم يتأهل                          | لم يتأهل                          |
| 2003                              | نصف النهائي                       | مركز رابع                         |                                   |                                   |                                   |                                   |                                   | تشكيلة                            |
| 2004                              | لم تتأهل                          | لم تتأهل                          | لم تتأهل                          | لم تتأهل                          | لم تتأهل                          | لم تتأهل                          | لم تتأهل                          | لم تتأهل                          |
| 2005                              |                                   | مركز 6                            |                                   |                                   |                                   |                                   |                                   | تشكيلة                            |

| بطولة الجائزة الدولية الكبرى | بطولة الجائزة الدولية الكبرى | بطولة الجائزة الدولية الكبرى | بطولة الجائزة الدولية الكبرى | بطولة الجائزة الدولية الكبرى | بطولة الجائزة الدولية الكبرى | بطولة الجائزة الدولية الكبرى | بطولة الجائزة الدولية الكبرى | بطولة الجائزة الدولية الكبرى |
| السنة                        | الجولة                       | المركز                       | ل                            | ف                            | خ                            | أف                           | أخ                           | تشكيلة                       |
| ---------------------------- | ---------------------------- | ---------------------------- | ---------------------------- | ---------------------------- | ---------------------------- | ---------------------------- | ---------------------------- | ---------------------------- |
| 2006                         | لم يتأهل                     | لم يتأهل                     | لم يتأهل                     | لم يتأهل                     | لم يتأهل                     | لم يتأهل                     | لم يتأهل                     | لم يتأهل                     |
| 2007                         | الجولة النهائية              | البطل                        |                              |                              |                              |                              |                              | تشكيلة                       |
| 2008                         | لم يتأهل                     | لم يتأهل                     | لم يتأهل                     | لم يتأهل                     | لم يتأهل                     | لم يتأهل                     | لم يتأهل                     | لم يتأهل                     |
| 2009                         | نصف النهائي                  | المركز الرابع                |                              |                              |                              |                              |                              | تشكيلة                       |
| 2010                         |                              | مركز 7                       |                              |                              |                              |                              |                              | تشكيلة                       |
| 2011                         | لم يتأهل                     | لم يتأهل                     | لم يتأهل                     | لم يتأهل                     | لم يتأهل                     | لم يتأهل                     | لم يتأهل                     | لم يتأهل                     |
| 2012                         | لم يتأهل                     | لم يتأهل                     | لم يتأهل                     | لم يتأهل                     | لم يتأهل                     | لم يتأهل                     | لم يتأهل                     | لم يتأهل                     |
| 2013                         |                              | مركز 12                      |                              |                              |                              |                              |                              | تشكيلة                       |
| 2014                         |                              | مركز 14                      |                              |                              |                              |                              |                              | تشكيلة                       |
| 2015                         |                              | مركز 13                      |                              |                              |                              |                              |                              | تشكيلة                       |
| 2016                         | جولة نهائية                  | مركز ثالث                    | 13                           | 7                            | 6                            | 23                           | 24                           | تشكيلة                       |
| 2017                         |                              | مركز خامس                    | 9                            | 6                            | 5                            | 26                           | 19                           | تشكيلة                       |
| مجموع                        | 1 الالقاب                    | 13/24                        |                              |                              |                              |                              |                              | —                            |

### دوري الأمم
البطل    الوصيف    المركز الثالث    المركز الرابع
| \| دوري الأمم \| دوري الأمم \| دوري الأمم \| دوري الأمم \| دوري الأمم \| دوري الأمم \| دوري الأمم \| دوري الأمم \| دوري الأمم \| \| سنة \| جولة \| المركز \| ل \| ف \| خ \| اف \| اخ \| التشكيلة \| \| ---------- \| --------------- \| ------------- \| ---------- \| ---------- \| ---------- \| ---------- \| ---------- \| ---------- \| \| 2018 \| الجولة النهائية \| المركز الخامس \| 15 \| 12 \| 3 \| 39 \| 18 \| تشكيلة \| |                 |               |    |    |   |    |    |          |
| دوري الأمم |                 |               |    |    |   |    |    |          |
| سنة | جولة            | المركز        | ل  | ف  | خ | اف | اخ | التشكيلة |
| 2018 | الجولة النهائية | المركز الخامس | 15 | 12 | 3 | 39 | 18 | تشكيلة   |

## الفريق

### التشكيلة الحالية
هذة التشكيلة المشاركة في بطولة أوروبا 2017 .
المدرب:  جيمي موريسون
| رقم. | الاسم                   | تاريخ الميلاد  | م* | الطول                  | الوزن            | الارتقاء في السحق  | الارتقاء في الصد   | 2016–17 نادي          |
| ---- | ----------------------- | -------------- | -- | ---------------------- | ---------------- | ------------------ | ------------------ | --------------------- |
| 1    | كريستين كنيب            | 14 سبتمبر 1992 | LB | 1.76 م (5 قدم 9 بوصة)  | 73 كـغ (161 رطل) | 281 سـم (111 بوصة) | 275 سـم (108 بوصة) | لاديز إن بلاك آخن     |
| 2    | فيمكه ستولتنبورخ        | 30 يوليو 1991  | ST | 1.90 م (6 قدم 3 بوصة)  | 81 كـغ (179 رطل) | 303 سـم (119 بوصة) | 299 سـم (118 بوصة) | لاديز إن بلاك آخن     |
| 3    | إيفون بيليان            | 28 ديسمبر 1993 | MB | 1.88 م (6 قدم 2 بوصة)  | 73 كـغ (161 رطل) | 307 سـم (121 بوصة) | 303 سـم (119 بوصة) | نادي بلدية بورصة      |
| 4    | سيليسته بلاك            | 26 أكتوبر 1995 | OP | 1.90 م (6 قدم 3 بوصة)  | 84 كـغ (185 رطل) | 314 سـم (124 بوصة) | 302 سـم (119 بوصة) | اغيل فولي             |
| 5    | روبين ده كراوف          | 5 مايو 1991    | MB | 1.93 م (6 قدم 4 بوصة)  | 79 كـغ (174 رطل) | 313 سـم (123 بوصة) | 300 سـم (120 بوصة) | اموكو فولي            |
| 6    | ماريت بالكيستاين-خروتوس | 16 سبتمبر 1988 | OS | 1.80 م (5 قدم 11 بوصة) | 68 كـغ (150 رطل) | 304 سـم (120 بوصة) | 285 سـم (112 بوصة) | كيه بي اس تشيمك بوليس |
| 9    | ميرته سخوت              | 29 أغسطس 1988  | LB | 1.84 م (6 قدم 0 بوصة)  | 69 كـغ (152 رطل) | 298 سـم (117 بوصة) | 286 سـم (113 بوصة) | درسدينر               |
| 10   | لونيكه سلوتياس          | 15 نوفمبر 1990 | OP | 1.92 م (6 قدم 4 بوصة)  | 76 كـغ (168 رطل) | 322 سـم (127 بوصة) | 315 سـم (124 بوصة) | فاكيفبنك              |
| 11   | آنا باوس                | 2 ديسمبر 1991  | OS | 1.91 م (6 قدم 3 بوصة)  | 75 كـغ (165 رطل) | 317 سـم (125 بوصة) | 299 سـم (118 بوصة) | نيلوفر بلديةسبور      |
| 14   | لاورا دايكما            | 18 فبراير 1990 | ST | 1.84 م (6 قدم 0 بوصة)  | 70 كـغ (150 رطل) | 297 سـم (117 بوصة) | 278 سـم (109 بوصة) | اغيل فولي             |
| 18   | ماريت ياسبر             | 28 فبراير 1996 | OS | 1.80 م (5 قدم 11 بوصة) | 75 كـغ (165 رطل) | 300 سـم (120 بوصة) | 285 سـم (112 بوصة) | في تي بي سوهل         |
| 19   | نيكا دالديروب           | 29 نوفمبر 1998 | OS | 1.90 م (6 قدم 3 بوصة)  | 72 كـغ (159 رطل) | 309 سـم (122 بوصة) | 292 سـم (115 بوصة) | لاديز إن بلاك آخن     |
| 20   | تيسا بولدر              | 10 أكتوبر 1997 | MB | 1.89 م (6 قدم 2 بوصة)  | 76 كـغ (168 رطل) | 301 سـم (119 بوصة) | 293 سـم (115 بوصة) | لاديز إن بلاك آخن     |
| 22   | نيكول كولهاس            | 31 يناير 1991  | MB | 1.98 م (6 قدم 6 بوصة)  | 77 كـغ (170 رطل) | 310 سـم (120 بوصة) | 300 سـم (120 بوصة) | سي أس ام بوخارست      |

* مركز:
LB – ليبرو
MB – مانع
OP – opposite
OS – ضارب
ST – صانع لعب 